# Experience + Innocence Tour
El Experience + Innocence Tour fue la gira musical que realizó la banda de rock irlandesa U2, iniciada en mayo de 2018, y con lo que presentó el álbum Songs of Experience (2017), el cual era una continuidad de su anterior disco, Songs of Innocence. La gira invertía el nombre de gira anterior, Innocence + Experience Tour. En esta gira, por primera vez en la historia de U2, no se incluyó ni una sola canción del álbum The Joshua Tree.
La gira se anunció inicialmente para recintos cubiertos de Norteamérica. El 16 de enero de 2018 se dieron a conocer las primeras fechas para Europa. Finalizó en Berlín el 13 de noviembre de 2018.
La gira de 2018 repitió la narrativa autobiográfica suelta de la gira de 2015, junto con el escenario multifacético del original que comprende un escenario principal rectangular, un escenario B circular, una pasarela de conexión y una pantalla de video LED de doble cara con una pasarela interior. Se realizaron varias mejoras al set, como una pantalla de video de mayor resolución y más transparente y la adición de paneles LED al piso del escenario B.La banda incorporó la realidad aumentada a la gira, incorporándola en una aplicación móvil para que la usaran los fanáticos, así como también para revivir el personaje de escenario demoníaco del vocalista principal Bono, "MacPhisto" del Zoo TV Tour en 1993. La banda tocó a menudo su solicitaron la canción de 1991 "Acrobat" por primera vez durante la gira, y centraron las listas de canciones en sus álbumes Songs of Experience e Innocence. Después de haber realizado una gira en 2017 para conmemorar el 30 aniversario de The Joshua Tree, la banda decidió no interpretar ninguna canción de ese disco en el Experience + Innocence Tour, dejando de lado algunas de sus canciones más conocidas.
Las entradas para el Experience + Innocence Tour incluían copias de Songs of Experience, lo que ayudó a que el álbum alcanzara el número uno en el Billboard 200 de los EE. UU. para un recorrido por la arena. El Experience + Innocence Tour recibió críticas positivas y recaudó $ 126.2 millones de 923,733 boletos vendidos.

## Antecedentes
En 2014, U2 lanzó su decimotercer álbum de estudio, Songs of Innocence, que apoyaron con el Innocence + Experience Tour en 2015. El grupo originalmente lo comenzó con la intención de hacer una gira en dos fases, una con material principalmente tomado de Songs of Innocence y uno con material que eventualmente sería de su seguimiento, el álbum complementario Songs of Experience. Sin embargo, el lento progreso en el récord de Experience retrasó la segunda gira. El bajista Adam Clayton dijo: "Para cuando terminamos la gira de Innocence y cerramos el círculo para centrarnos en el álbum [Songs of Experience], estaba claro que no íbamos a ser capaces de cambiarlo rápidamente al lado de Experience de el material y lo puso de vuelta en la gira". Cuando se le preguntó en 2017 sobre los planes para continuar la gira Innocence + Experience Tour, el guitarrista The Edge dijo: "Sentimos que esa gira no había terminado. Así que ahora mismo, me encantaría terminar esa gira. Me imagino que será con componentes de producción muy similares... Pero nos gusta esa gira y ese proyecto no se completó. Todavía está vivo en nuestras mentes de manera creativa ".
Varios otros factores contribuyeron a la demora. Debido al cambio de la política global en una dirección conservadora, destacado por el referéndum Brexit del Reino Unido y las elecciones presidenciales de EE. UU. De 2016, la banda decidió retrasar Songs of Experience de su lanzamiento planificado en el cuarto trimestre de 2016 para revaluar su tono y si todavía estaba comunicando lo que querían. El grupo también se comprometió a realizar una gira de conciertos en 2017 para conmemorar el 30 aniversario de su álbum The Joshua Tree. Además, el vocalista principal Bono sufrió lo que él denominó un "roce con la mortalidad" poco después de la Navidad de 2016, que afectó aún más la dirección de Songs of Experience.

## Desarrollo
Tanto las giras de 2015 como las de 2018 se estructuraron en torno a una narrativa autobiográfica suelta sobre U2, basada en la historia de la muerte de la madre de Bono y la violencia de los Troubles que dieron forma a la juventud de los miembros de la banda en Irlanda. Mientras que Songs of Innocence retoma explícitamente los recuerdos de su adolescencia, Songs of Experience adoptó "una postura más macro narrativa, casi como si el narrador escribiera desde más allá de la vida", según el diseñador de la gira Es Devlin. En consecuencia, la narrativa de la gira de 2018 se reformuló, utilizando la letra "Ahora estás en el otro extremo del telescopio" de la canción de Experience "Love Is All We Have Left" como principio rector. Bono dijo que el grupo tenía la intención de que la gira de 2018 fuera "menos autoindulgente" y quería mantenerse al día incorporando nueva tecnología e interacción de la audiencia en la producción.
Production Resource Group (PRG), que ha estado involucrado en cada gira de U2 desde 1992, comenzó a planificar la gira Experience + Innocence Tour en septiembre de 2017. La empresa comenzó tratando de resolver el problema de peso de la gira original, un problema aún más complicado por el solicitud de la banda para hacer que las pantallas LED sean de mayor resolución, más transparentes y capaces de soportar un elemento de realidad aumentada (AR). La empresa reconsideró cómo diseñar una pantalla LED e ideó un nuevo sistema llamado Pure10.

## Escenografía y producción de espectáculos
La gira repitió la misma configuración de escenario multifacético del Innocence + Experience Tour. En un extremo del lugar estaba el escenario principal rectangular, que medía 19,4 metros (64 pies) de ancho por 10,8 metros (35 pies) de profundidad. En el extremo opuesto había un escenario B circular, que medía 7,3 metros (24 pies) de diámetro. Conectando las dos etapas había una pasarela de 36,5 metros de largo (120 pies). Suspendida encima había una pantalla LED de doble cara con una pasarela interior, llamada "barricada", que medía 29 metros (95 pies) de largo por 7 metros (23 pies) de alto.
Se realizaron varias mejoras tecnológicas sobre la versión original del conjunto. Los paneles de video Pure10 de PRG presentaban un tamaño de píxel de 10 milímetros (0,39 pulgadas), que por sí solo casi triplicó la resolución de visualización de la pantalla "barricada" y, por lo tanto, permitió que se desencadenara un evento AR. Normalmente, esto habría disminuido la transparencia de la pantalla, ya que las placas de circuito impreso (PCB) conectadas a los paneles LED se acercaron. PRG resolvió este problema cortando las PCB en tiras, girándolas 90 grados y montando los LED en los lados. Jeroen Hallaert, director de PRG Projects North America, explicó que el resultado fue una "persiana veneciana gigante" que proporcionaba un 75 % de transparencia, en comparación con el 45 % de transparencia de la pantalla original. En general, la pantalla de video de la gira de 2018 tenía una resolución nueve veces mayor que la original. Los mosaicos de video Pure10 medían 1 m × 2 m (3 pies 3 pulgadas × 6 pies 7 pulgadas) y tenían aproximadamente una cuarta parte del grosor de los de la gira de 2015.
PRG usó su experiencia en la construcción del sistema de estructura SPACEFRAME para el Joshua Tree Tour 2017 de U2 para diseñar una estructura de fibra de carbono para sostener los paneles Pure10, en lugar de una hecha de metal convencional. Esto redujo el peso en casi 2 libras por pie cuadrado (9,8 kg/m2) de los paneles, l o que resultó en una reducción total del peso de casi la mitad. Como resultado, la cantidad de camiones necesarios para el transporte también se redujo a la mitad, en comparación con el Innocence + Experience Tour. La "barricada" pesaba 45.000 libras (20.000 kg) y estaba suspendida por ocho motores de elevación de Tait, cada uno con un peso de 3 toneladas cortas (2,7 t), integrados en una armadura personalizada. Con la reducción de peso de la "barricada", la pasarela interior podía moverse independientemente de las dos pantallas de video, en comparación con la versión de 2015; los 18 polipastos Tait Nav integrados en una armadura dentro de la estructura permitieron elevar la pasarela, bajado o inclinado 5 grados. Otros productos de Tait integrados en la estructura interior fueron: un cabrestante en T, para subir y bajar una escalera cerca del escenario principal; un polipasto de navegación, para controlar una "plataforma de artistas" cerca del escenario B; y un Big Tow Winch, para subir y bajar una batería dentro de la estructura.
El escenario B al final de la pasarela se actualizó con respecto a la gira de 2015 para incluir pantallas LED de alta definición en el piso. Para adaptarse a la forma redonda del escenario B, PRG actualizó su producto Rolling Video Floor Riser que se había presentado en 2017. Cada elevador contenía dos unidades ROE Visual Black Marble LED con un paso de píxeles de 4 mm (0,16 pulgadas). Las contrahuellas tenían imanes incorporados, lo que permitió que el equipo de la gira las instalara rápidamente: se podían ensamblar 100 m² (1076 pies cuadrados) de piso en menos de 20 minutos. Los elevadores se transportaron en plataformas rodantes personalizadas de 1,6 metros de altura (5,2 pies), lo que permitió que se enviaran por vía aérea para ahorrar costos significativamente. Sobre el escenario B, una "cuadrícula de automatización" presentaba un cabrestante inteligente y seis polipastos de navegación de Tait para mover accesorios verticalmente, como un anillo LED, una bombilla y una bola de espejos.
El segmento AR del programa se vio usando la aplicación móvil "U2 Experience" para dispositivos iOS y Android, que superpuso imágenes generadas por computadora sobre imágenes capturadas por la cámara de un teléfono. El evento AR se desencadenó al apuntar la cámara a las pantallas de video de la "barricada" mientras mostraban dibujos al carboncillo. Los fanáticos también pueden activarlo apuntando la cámara de su teléfono a la portada del álbum Songs of Experience. Willie Williams, diseñador de escenarios de U2 desde hace mucho tiempo, colaboró con Nexus Studios en la tecnología AR y con Treatment Studio para diseñar el avatar 3D de Bono. Durante la música previa al espectáculo, la experiencia AR vio "el escenario reconfigurado como un enorme iceberg" que comenzó a derretirse e inundar a la audiencia; las imágenes fueron un precursor de la ola del tsunami que se mostró en las pantallas de video durante la canción final del primer acto del programa, "Until the End of the World". Para la canción de apertura, "Love Is All We Have Left", la aplicación mostraba un avatar de Bono flotando sobre la audiencia, acompañando al Bono de la vida real mientras interpretaba la canción. Williams justificó el uso del teléfono de esta manera al decir: "Si vas a mirar tu teléfono, te daremos algo que mirar, eso es parte de la narrativa, en lugar de que solo hagas una película que nadie sabe, voy a mirar".
La AR se usó aún más durante los conciertos a través de un filtro de cámara que ayudó a Bono a revivir su antiguo personaje teatral "MacPhisto", una representación del diablo que interpretó anteriormente en el Zoo TV Tour en 1993. El filtro, llamado "Efecto MacPhisto", fue creado por Marc Wakefield en la plataforma Facebook for Developers AR Studio, en colaboración con el arquitecto de giras Ric Lipson y su estudio de diseño Treatment Ltd. Wakefield llamó la atención del equipo creativo de U2 después de crear un filtro popular de "payaso espeluznante" y recibir una invitación, a la conferencia anual de desarrolladores de Facebook. Se le encomendó tomar el diseño original de MacPhisto de 1993 e imaginar cómo 25 años de vida dura cambiarían su apariencia. Después de varias iteraciones y comentarios proporcionados por Bono, la imagen resultante presentaba dientes más afilados y deformes, piel agrietada y descamada, un sombrero de copa golpeado, una nariz y un mentón más largos y una gran mancha en la mejilla. Durante las pruebas, el filtro desaparecía ocasionalmente, revelando la cara de Bono debajo, pero en lugar de intentar arreglarlo, el equipo creativo cedió cuando se dio cuenta de que esto daba la impresión de que "MacPhisto estaba luchando por controlar a Bono". El filtro se puso a disposición del público en la aplicación móvil de Facebook en julio de 2018.
Al igual que con la gira original, la naturaleza omnidireccional de la producción y la posibilidad de que los miembros de la banda se dispersaran durante las presentaciones presentaron un desafío para el diseño de sonido. Finalmente, los ingenieros de sonido colgaron el sistema de sonido de los techos del lugar en un anillo ovalado, colocando 12 conjuntos de altavoces Clair Global Cohesion CO-12 alrededor del perímetro del piso del lugar, cada uno alternando entre los canales izquierdo y derecho para un sonido estéreo completo. Además, se colgaron del anillo ocho arreglos de subwoofers Clair Cohesion CP-218, cada uno con tres gabinetes de parlantes. Cada gabinete estaba a no más de 75 pies (23 m) de la audiencia. Para el sonido downfill y centerfill para los asistentes de admisión general, se suspendieron 32 gabinetes Clair Cohesion CO-10 sobre el escenario B, la pasarela y el frente del escenario principal, mientras que se instalaron 18 gabinetes Cohesion CO-8 en la pasarela y los escenarios. Los niveles de los altavoces se alinearon en el tiempo para una calidad óptima. Con el sistema de sonido diseñado para proporcionar un audio omnipresente, la estación de mezclas del frente de la casa podría colocarse en casi cualquier lugar del lugar, siempre que fuera equidistante entre los arreglos de CO-12. Durante la gira, la estación generalmente se ubicaba dentro de los asientos de la audiencia, desde donde el ingeniero de sonido Joe O'Herlihy operaba una consola de mezclas digital DiGiCo SD7, una de las ocho utilizadas por el personal de producción. Los demás fueron operados debajo del escenario principal; Alastair McMillan operaba una estación de mezclas para Bono, CJ Eriksson para Clayton y el baterista Larry Mullen Jr., y Richard Rainey para The Edge.
El equipo, compuesto por 90 miembros viajeros y 120 trabajadores locales, pudo construir el escenario en unas diez horas y desmontarlo en cuatro. En total, el equipo colgado de los techos de las instalaciones pesaba 178 000 libras (81 000 kg). El espectáculo viajó continentalmente en 27 camiones y en el extranjero requirió 37 contenedores de transporte marítimo o cuatro aviones de carga Boeing 747 para transportarse.

## Planificación, itinerario y emisión de boletos
U2 anunció oficialmente el Experience + Innocence Tour y sus fechas en América del Norte el 1 de noviembre de 2017, el mismo día que anunciaron la fecha de lanzamiento de Songs of Experience. La banda decidió no abrir la gira en un gran mercado como Nueva York o Los Ángeles, sino en algún lugar donde enfrentarían menos presión. La banda eligió Oklahoma, donde Donald Trump recibió el 65,3% de los votos del estado en las elecciones estadounidenses de 2016. El grupo tenía curiosidad por saber cómo se recibirían sus mensajes progresistas en una parte conservadora de los EE. UU.
El tramo norteamericano de la gira utilizó la plataforma "Verified Fan" de Ticketmaster para combatir la reventa de entradas, lo que convirtió a U2 en el primer grupo en hacerlo durante todo el tramo de la gira de estadios. La plataforma requiere que los fanáticos usen su dirección de correo electrónico para registrarse para la venta de boletos con semanas de anticipación y luego usen un código que se les envía más tarde para acceder a la venta. El motor de Verified Fan utiliza un "predictor de comportamiento" para ofrecer códigos solo a los inscritos que determina que es probable que utilicen las entradas en lugar de revenderlas. A los miembros suscritos del club de fans de U2.com se les ofreció la primera oportunidad de comprar boletos para las fechas de América del Norte durante una preventa del 14 al 16 de noviembre, y se requiere registro de Fan Verificado antes del 12 de noviembre para participar. Se ofreció una preventa especial a los titulares de tarjetas de crédito Citi del 16 al 18 de noviembre, con registro requerido antes del 14 de noviembre. La venta pública de boletos comenzó el 20 de noviembre y se requiere registro antes del 18 de noviembre.
Las primeras fechas europeas se anunciaron el 16 de enero de 2018. Los suscriptores de U2.com tuvieron la primera oportunidad de comprar boletos del 18 al 20 de enero, antes de que comenzaran las ventas públicas el 26 de enero. Los espectáculos iniciales para Dublín y Belfast se anunciaron el 29 de enero, y se anunciaron dos conciertos adicionales en Dublín al día siguiente. La venta de entradas para estas fechas irlandesas comenzó el 2 de febrero. Después de que se agotaron las entradas para el espectáculo de Belfast, se agregó una segunda fecha, cuyas entradas salieron a la venta el 9 de febrero.
Cada boleto comprado para la etapa norteamericana también venía con una copia de Songs of Experience, que ayudó al álbum a debutar en el número uno en el Billboard 200 de EE. UU.; fue el octavo álbum número uno de la banda en los EE. UU. y los convirtió en el primer grupo en alcanzar los álbumes número uno en los EE. UU. en cuatro décadas consecutivas: las décadas de 1980, 1990, 2000 y 2010.
Antes de la etapa europea de la gira, Bono escribió un artículo de opinión para el periódico alemán Frankfurter Allgemeine, en el que manifestó su apoyo a la Unión Europea y prometió enarbolar su bandera durante los espectáculos de la banda. Mientras que la mayoría de los lugares visitados durante la gira eran estadios deportivos, el 3Arena de Dublín está diseñado como un teatro y es más pequeño, lo que requiere que la producción de la gira se reconfigure para que quepa dentro del lugar. En consecuencia, se acortó la barricada y se movió el escenario B desde el final de la pasarela divisoria hasta el centro de la misma.
El espectáculo del grupo del 1 de septiembre en Berlín terminó prematuramente después de cinco canciones debido a que Bono sufrió una "pérdida total de la voz". Tras consultar a un médico, dijo que descartaron dolencias graves y que podría continuar con el recorrido con los debidos cuidados. Se programó un concierto de recuperación para el 13 de noviembre, lo que la convierte en la última fecha de la etapa europea.

## Sinopsis del concierto
Bono discutió varios temas políticos y sociales durante los conciertos, desde temas raciales hasta feminismo. Estos temas también se abordaron a través de los mensajes que se muestran en las pantallas de video durante el pre-show, como "No dispares", "Herstory", "Refugiados bienvenidos", "Dale una oportunidad a la paz", "Vota" y " Ninguno de nosotros es igual hasta que todos seamos iguales".
Durante el video de introducción, se mostró una resonancia magnética de un cerebro mientras la voz de una enfermera decía: "Inhala, exhala". En la etapa europea, el video de introducción incluía imágenes de las ruinas devastadas por la guerra de las ciudades europeas que visitaba la gira, intercaladas con clips del personaje de Charlie Chaplin en la película El gran dictador dando un discurso en un mitin masivo sobre la paz y la tolerancia.
Cada espectáculo en la etapa norteamericana se abrió con una trilogía de canciones de Songs of Experience. Para "Love Is All We Have Left", Bono actuó solo en la pasarela de la "barricada". Durante "The Blackout", las pantallas mostraban siluetas de los miembros de la banda que, según Stereogum, se parecían a "personajes de una película de terror que intentaban liberarse de una cámara de vidrio". Las imágenes parpadearon y durante el coro se reveló a U2 dentro de la "barricada" interpretando la canción. Durante "Lights of Home", Bono cantó en la pasarela de la "barricada" mientras se inclinaba y alcanzaba las luces titulares. Las imágenes mostraban un mapa de partículas personalizado que se transformaba en una imagen nocturna de la ciudad en la que se estaba realizando el concierto. Las imágenes fueron capturadas desde la Estación Espacial Internacional y proporcionadas por el astronauta Tim Kopra, quien personalmente tomó muchas de ellas. Para la etapa europea, "Love Is All We Have Left" y el segmento AR que lo acompaña se eliminaron de la secuencia de apertura como resultado de la reelaboración de Treatment del video de introducción para Europa.
Esta secuencia fue seguida por "I Will Follow" y luego un espacio para una canción rotativa, más a menudo "Gloria", "All Thanks of You" o "Red Flag Day". Después de "Beautiful Day", la banda interpretó "The Ocean", durante la cual Bono presentó la narrativa del espectáculo. Durante la mayor parte de la gira, el resto del primer acto repitió la "suite Innocence" de la gira de 2015 con relativa fidelidad: "Iris (Hold Me Close)" revisó la muerte de la madre de Bono durante su infancia; "Cedarwood Road" lo presentó actuando dentro de la "barricada" en medio de imágenes animadas de la calle de su infancia; "Sunday Bloody Sunday" revisó la violencia de The Troubles durante la juventud de los miembros de la banda; y "Until the End of the World" concluyó el primer acto.
Aproximadamente a la mitad de la etapa europea de la gira, U2 abandonó la "suite Innocence" y la reemplazó con una llamada "suite de Berlín" de canciones de sus álbumes de la década de 1990 Achtung Baby y Zooropa. Estas pistas incluían "Zoo Station", "Stay (Faraway, So Close!)", "The Fly" y "Who's Gonna Ride Your Wild Horses". Williams explicó que la "suite de Berlín" se originó después de la reprogramación del segundo espectáculo de Berlín al final de la gira. La banda había estado discutiendo qué concierto filmar para el lanzamiento del video de la gira y decidió que el espectáculo reprogramado de Berlín sería óptimo, ya que sería el final de la gira y en una ciudad amiga de la banda. Sin embargo, no querían repetir la "suite Innocence" para un segundo lanzamiento de video, ya que ya se mostró en Innocence + Experience: Live in Paris. En cambio, U2 eligió un nuevo segmento de canciones con el destino final de la gira en mente.
Durante un breve intermedio, se reprodujo "Gotham Experience Remix" de St Francis Hotel de la canción de U2 "Hold Me, Thrill Me, Kiss Me, Kill Me", con la voz de Gavin Friday y Régine Chassagne de Arcade Fire. Acompañaba un video animado al estilo de un cómic que mostraba a los miembros de U2 evolucionando de la inocencia a la experiencia a través de sus encuentros con una figura sombría que presentaba una tarjeta de presentación para "Wormwood & Macphisto Inc. Bespoke Atonement Services".
U2 comenzó el segundo acto de los espectáculos en el escenario B, con Bono usando maquillaje en los ojos y un sombrero de copa, un look que Q describió como "parte de Mick Jagger en el Rock And Roll Circus de los Rolling Stones; parte del 'predicador que roba corazones'"; en un espectáculo itinerante'", descrito en la canción de U2 "Desire". Este segmento comenzó con actuaciones de "Elevation", "Vertigo" y "Desire". Posteriormente, Bono se convirtió en su personaje diabólico "MacPhisto". El personaje fue representado a través de un filtro de video aplicado a la cara de Bono en el video que se muestra en las pantallas. Como MacPhisto, comentó sobre eventos y movimientos sociopolíticos recientes, como el mitin de Charlottesville, haciendo riffs en la letra de la canción de los Rolling Stones "Sympathy for the Devil". MacPhisto puntuó este monólogo diciendo: "cuando no crees que existo, es cuando hago mi mejor trabajo". Esto dio paso a una interpretación de la canción de 1991 "Acrobat", que la banda nunca había interpretado en vivo antes de la gira. El bajista Adam Clayton confirmó que parte de la razón por la que finalmente tocaron la canción fue porque los devotos fanáticos de U2 la habían estado solicitando. Los críticos notaron la relevancia de las primeras líneas de la canción "No creas lo que escuchas / No creas lo que ves" en el mundo de la posverdad de la época.
Luego, la banda interpretó una versión acústica de "You're the Best Thing About Me". Bono y The Edge permanecieron en el escenario B para una versión acústica de "Staring at the Sun". Bono la presentó como una canción sobre la "ceguera voluntaria", mientras se reproducen imágenes del mitin de Charlottesville y la marcha de los nacionalistas blancos. El set principal del concierto concluyó con "Pride (In the Name of Love)", "Get Out of Your Own Way", "American Soul" y "City of Blinding Lights".
Antes del bis, se reprodujo una grabación de la canción "Women of the World" de Jim O'Rourke, acompañada de imágenes de la hija de Edge, Sian. El segmento fue parte de la campaña de redes sociales #WomenOfTheWorldTakeOver para ONE Campaign, la organización benéfica de Bono. La banda regresó para un bis de "One", "Love Is Bigger Than Anything in Its Way" y "13 (There Is a Light)". Durante la última canción, Bono salió al escenario B y abrió una pequeña réplica. de la casa de su infancia para revelar una bombilla colgante que balanceaba alrededor del lugar. El accesorio de la bombilla se usó anteriormente al comienzo de los espectáculos en el Innocence + Experience Tour original, completando el círculo de los dos tours complementarios.
Habiendo tocado su álbum de 1987 The Joshua Tree en su totalidad en cada show del Joshua Tree Tour 2017 del año anterior, U2 decidió no tocar ninguna canción del álbum en el Experience + Innocence Tour. The Edge, Bono y Williams habían comenzado a discutir ideas para la lista de canciones para esta gira mientras aún estaban de gira en 2017, y pensaron que al lanzar canciones que eran elementos básicos del acto en vivo del grupo, se obligarían a adoptar un nuevo enfoque para estructurar sus espectáculos. The Edge reconoció el efecto que podría tener la omisión de algunas de las canciones más populares de U2, y dijo que Experience + Innocence Tour era para "los fans más comprometidos que realmente escuchan todo y van a todo".

## Promociones, transmisiones y lanzamientos
El 1 de junio de 2018, Sirius XM Satellite Radio lanzó una estación de radio exclusiva de U2 por tiempo limitado llamada "The U2 Experience" en el canal 30. Presentaba la música de la banda y entrevistas con los miembros. Inicialmente destinado a durar hasta el 30 de junio, la estación se amplió más tarde hasta el 31 de julio.
Sirius XM organizó un concurso en el que los suscriptores del servicio podían ganar entradas para un concierto especial de U2 en el Teatro Apollo de Nueva York el 11 de junio de 2018. La banda estuvo acompañada por Sun Ra Arkestra para las presentaciones de "Angel of Harlem", "Desire", "When Love Comes to Town" y "Stuck in a Moment You Can't Get Out Of". Para la última canción, Bono también rindió homenaje al célebre chef recientemente fallecido Anthony Bourdain. El programa se transmitió en América del Norte en el canal U2 de Sirius XM. Se distribuirá una grabación del programa en CD a los miembros suscriptores de U2.com en 2021.
Los suscriptores de U2.com para 2019 recibieron un álbum en vivo exclusivo titulado Live Songs of iNNOCENCE + eXPERIENCE en CD doble y mediante descarga digital. El disco contenía interpretaciones en vivo de 23 canciones de los álbumes Songs of Innocence and Experience que se interpretaron entre 2015 y 2018.

## Recepción

### Respuesta crítica
La gira recibió críticas generalmente positivas, y los críticos elogiaron tanto la puesta en escena como el contenido de la gira. Jennifer O'Brien de The Times elogió al grupo por transmitir un mensaje que propugnaba la tolerancia y denunciaba el clima político, y pensó que la dependencia del material nuevo y la ausencia de las canciones de The Joshua Tree no dañaron la lista de canciones. O'Brien dijo que el grupo "todavía estaba en la cima de su juego, adoptando tecnologías de última generación y avanzando, una dirección que claramente esperan que EE. UU. pueda tomar". Dave Egan en el Irish Independent calificó la noche de apertura como "Una de las actuaciones más valientes, poderosas e incluso más enojadas que U2 haya hecho jamás" y elogió la reintroducción de MacPhisto después de una ausencia de 25 años desde Zoo TV. Al revisar el primer espectáculo en el Foro, Roy Trakin en Variety dijo que "cuando se trata de actuar en vivo, la banda sigue siendo el estándar de oro (y platino)" y señaló que U2 se negó a confiar en la nostalgia, con casi la mitad del set, de los dos últimos álbumes. Su reseña también decía que la banda estaba actuando como una máquina bien engrasada a pesar de estar de gira solo dos semanas en ese momento.
Greg Kot del Chicago Tribune calificó uno de sus conciertos en Chicago como "a veces asombroso, a veces fascinante y rebosante de ideas, si no siempre el medio más competente para realizarlas", al tiempo que destacó los momentos más tranquilos como los más resonantes. Kot elogió la suite Innocence en la primera mitad del acto, así como la "serie de canciones que atacaron salvajemente el despertar del movimiento de supremacía blanca en Estados Unidos", pero dijo que esta última se vio socavada por la interpretación de "American Soul", que calificó como la canción política "más torpe y menos persuasiva" de U2. Nashville Scene dijo: "Cuando se trata de combinar temas musicales con imágenes asombrosas, los conciertos de U2 son las películas de Steven Spielberg, las epopeyas de James Cameron, los eventos de rock del tamaño de Star Wars". La publicación elogió al grupo por estar "decidido a no dormirse en los laureles", pero juzgó que su énfasis en material más nuevo hacia el final del espectáculo a expensas de éxitos conocidos fue el único defecto del concierto. Dan DeLuca de The Philadelphia Inquirer encontró que el segmento del programa que abordaba el auge del nacionalismo blanco era el más conmovedor, creyendo que mostraba que las canciones de U2 más relevantes en 2018 eran las más antiguas. pensó que el uso de sus pistas más nuevas para contar una narrativa coherente funcionó "bastante bien" y cerró diciendo que "U2 todavía ofrece los productos y puede ser realmente emocionante a veces". Dave Simpson de The Guardian dijo: "También es la salida visualmente más espectacular hasta el momento para una banda que ya ha estado de gira con una bola de espejos de limón y una garra gigante".

### Premios
U2 recibió una nominación en los American Music Awards de 2018 a la gira del año. Para los 30th Annual Pollstar Awards, la gira fue nominada en las categorías Major Tour of the Year y Best Rock Tour, mientras que Jake Berry fue nominado en la categoría Road Warrior. En los Billboard Music Awards de 2019, U2 fue nominado a Top Rock Tour.

### Desempeño comercial
Según Billboard, la parte norteamericana de la gira recaudó 61,5 millones de dólares en 27 espectáculos, con un promedio de 2,3 millones de dólares por concierto. Los tres espectáculos de U2 en el Madison Square Garden vendieron 55.575 entradas y recaudaron $8.705.673, mientras que dos espectáculos en el Bell Centre de Montreal vendieron 42.974 entradas y recaudaron $4,58 millones. El tramo europeo de la gira recaudó 64,7 millones de dólares en 32 espectáculos con datos de puntuación de caja, con un promedio de 2 millones de dólares por concierto. En París, los cuatro conciertos de la gira en el AccorHotels Arena recaudaron $9,437,998 y vendieron 72,412 boletos, la recaudación más alta de cualquier mercado en la gira. Los cuatro espectáculos en el Mediolanum Forum de Milán recaudaron 7 millones de dólares con 50 661 entradas vendidas, mientras que los cuatro espectáculos en la ciudad natal de la banda, Dublín, recaudaron 6,4 millones de dólares con 46 529 entradas vendidas. En total, la gira recaudó $126,188,344 de 923,733 boletos vendidos, con un promedio bruto de $2,138,785 por concierto, según Billboard. Durante el período del informe de la revista del 1 de noviembre de 2017 al 31 de octubre de 2018, U2 recaudó $ 119,203,900, clasificando a Experience + Innocence Tour como la gira de rock con mayor recaudación y la séptima más alta en general.  

## Setlist recurrente
1. Love Is All We Have Left
2. The Blackout
3. Lights Of Home
4. I Will Follow
5. Gloria
6. Beautiful Day
7. The Ocean
8. Iris (Hold Me Close)
9. Cedarwood Road
10. Sunday Bloody Sunday
11. Until the End of the World
12. Hold Me, Thrill Me, Kiss Me, Kill Me (grabación) - Interludio
13. Elevation
14. Vertigo
15. Desire
16. Acrobat
17. You're The Best Thing About Me
18. Staring at the Sun
19. Pride (In the Name of Love)
20. Get Out Of Your Own Way
21. American Soul
22. City of Blinding Lights
23. One
24. Love Is Bigger Than Anything in Its Way
25. 13 (There Is A Light)

### Canciones más tocadas
- Beautiful Day (60 veces)
- I Will Follow (60 veces)
- Lights Of Home (60 veces)
- The Blackout (60 veces)
- 13 (There Is A Light) (59 veces)
- Acrobat (59 veces)
- City of Blinding Lights (59 veces)
- Elevation (59 veces)
- Get Out Of Your Own Way (59 veces)
- Love Is Bigger Than Anything in Its Way (59 veces)
- One (59 veces)
- Pride (In the Name of Love) (59 veces)
- Vertigo (59 veces)
- You're The Best Thing About Me (59 veces)
- Cedarwood Road (39 veces)
- Iris (Hold Me Close) (39 veces)
- Sunday Bloody Sunday (39 veces)
- The Ocean (39 veces)
- Until the End of the World (39 veces)
- New Year's Day (33 veces)

## Fechas
| Día                      | País           | Ciudad           | Recinto                           | Entradas                 | Recaudación  |
| Norteamérica             | Norteamérica   | Norteamérica     | Norteamérica                      | Norteamérica             | Norteamérica |
| ------------------------ | -------------- | ---------------- | --------------------------------- | ------------------------ | ------------ |
| 2 de mayo de 2018        | Estados Unidos | Tulsa            | BOK Center                        | 16.570 / 16.570          | $2,188,948   |
| 4 de mayo de 2018        | Estados Unidos | Saint Louis      | Scottrade Center                  | 16.300 / 16.300          | $2,001,462   |
| 7 de mayo de 2018        | Estados Unidos | San José         | SAP Center                        | 28.579 / 28.579          | $3,703,304   |
| 8 de mayo de 2018        | Estados Unidos | San José         | SAP Center                        | 28.579 / 28.579          | $3,703,304   |
| 11 de mayo de 2018       | Estados Unidos | Las Vegas        | T-Mobile Arena                    | 30.766 / 30.766          | $5,104,662   |
| 12 de mayo de 2018       | Estados Unidos | Las Vegas        | T-Mobile Arena                    | 30.766 / 30.766          | $5,104,662   |
| 15 de mayo de 2018       | Estados Unidos | Inglewood        | The Forum                         | 32.163 / 32.163          | $4,432,426   |
| 16 de mayo de 2018       | Estados Unidos | Inglewood        | The Forum                         | 32.163 / 32.163          | $4,432,426   |
| 19 de mayo de 2018       | Estados Unidos | Omaha            | CenturyLink Center                | 14.742 / 14.742          | $1,735,259   |
| 22 de mayo de 2018       | Estados Unidos | Chicago          | United Center                     | 32.463 / 32.463          | $4,135,008   |
| 23 de mayo de 2018       | Estados Unidos | Chicago          | United Center                     | 32.463 / 32.463          | $4,135,008   |
| 26 de mayo de 2018       | Estados Unidos | Nashville        | Bridgestone Arena                 | 16.717 / 16.717          | $2,700,706   |
| 28 de mayo de 2018       | Estados Unidos | Duluth           | Infinite Energy Arena             | 12.982 / 12.982          | $2,420,795   |
| 5 de junio de 2018       | Canadá         | Montreal         | Centre Bell                       | 42.974 / 42.974          | $4,580,121   |
| 6 de junio de 2018       | Canadá         | Montreal         | Centre Bell                       | 42.974 / 42.974          | $4,580,121   |
| 9 de junio de 2018       | Estados Unidos | Uniondale        | Nassau Veterans Memorial Coliseum | 14.629 / 14.629          | $2,260,713   |
| 13 de junio de 2018      | Estados Unidos | Filadelfia       | Wells Fargo Center                | 31.238 / 31.238          | $3,549,210   |
| 14 de junio de 2018      | Estados Unidos | Filadelfia       | Wells Fargo Center                | 31.238 / 31.238          | $3,549,210   |
| 17 de junio de 2018      | Estados Unidos | Washington D. C. | Capital One Arena                 | 32.053 / 32.053          | $4,319,994   |
| 18 de junio de 2018      | Estados Unidos | Washington D. C. | Capital One Arena                 | 32.053 / 32.053          | $4,319,994   |
| 21 de junio de 2018      | Estados Unidos | Boston           | TD Garden                         | 35.139 / 35.139          | $5,539,769   |
| 22 de junio de 2018      | Estados Unidos | Boston           | TD Garden                         | 35.139 / 35.139          | $5,539,769   |
| 25 de junio de 2018      | Estados Unidos | Nueva York       | Madison Square Garden             | 18.525 / 18.525          | $8,705,673   |
| 26 de junio de 2018      | Estados Unidos | Nueva York       | Madison Square Garden             | 18.525 / 18.525          | $8,705,673   |
| 29 de junio de 2018      | Estados Unidos | Newark           | Prudential Center                 | 16.612 / 16.612          | $2,523,388   |
| 1 de julio de 2018       | Estados Unidos | Nueva York       | Madison Square Garden             | [ 90 ]                   | [ 91 ]       |
| 3 de julio de 2018       | Estados Unidos | Uncasville       | Mohegan Sun Arena                 | 8.557 / 8.557            | $1,594,446   |
| Europa                   |                |                  |                                   |                          |              |
| 1 de septiembre de 2018  | Alemania       | Berlín           | Mercedes-Benz Arena               | 29.260 / 29.260          | $3,844,620   |
| 4 de septiembre de 2018  | Alemania       | Colonia          | Lanxess Arena                     | 34.822 / 34.844          | $4,423,431   |
| 5 de septiembre de 2018  | Alemania       | Colonia          | Lanxess Arena                     | 34.822 / 34.844          | $4,423,431   |
| 8 de septiembre de 2018  | Francia        | París            | AccorHotels Arena                 | 72.412 / 72.412          | $9,421,781   |
| 9 de septiembre de 2018  | Francia        | París            | AccorHotels Arena                 | 72.412 / 72.412          | $9,421,781   |
| 12 de septiembre de 2018 | Francia        | París            | AccorHotels Arena                 | 72.412 / 72.412          | $9,421,781   |
| 13 de septiembre de 2018 | Francia        | París            | AccorHotels Arena                 | 72.412 / 72.412          | $9,421,781   |
| 16 de septiembre de 2018 | Portugal       | Lisboa           | Altice Arena                      | 37.518 / 37.518          | $4,279,811   |
| 17 de septiembre de 2018 | Portugal       | Lisboa           | Altice Arena                      | 37.518 / 37.518          | $4,279,811   |
| 20 de septiembre de 2018 | España         | Madrid           | WiZink Center                     | 30.248 / 30.248          | $3,888,306   |
| 21 de septiembre de 2018 | España         | Madrid           | WiZink Center                     | 30.248 / 30.248          | $3,888,306   |
| 29 de septiembre de 2018 | Dinamarca      | Copenhague       | Royal Arena                       | 31.012 / 31.012          | $4,219,513   |
| 30 de septiembre de 2018 | Dinamarca      | Copenhague       | Royal Arena                       | 31.012 / 31.012          | $4,219,513   |
| 3 de octubre de 2018     | Alemania       | Hamburgo         | Barclaycard Arena                 | 27.190 / 27.190          | $3,568,595   |
| 4 de octubre de 2018     | Alemania       | Hamburgo         | Barclaycard Arena                 | 27.190 / 27.190          | $3,568,595   |
| 7 de octubre de 2018     | Países Bajos   | Ámsterdam        | Ziggo Dome                        | 33.542 / 33.542          | $4,300,638   |
| 8 de octubre de 2018     | Países Bajos   | Ámsterdam        | Ziggo Dome                        | 33.542 / 33.542          | $4,300,638   |
| 11 de octubre de 2018    | Italia         | Milán            | Mediolanum Forum                  | 50.660 / 50.660          | $7,051,462   |
| 12 de octubre de 2018    | Italia         | Milán            | Mediolanum Forum                  | 50.660 / 50.660          | $7,051,462   |
| 15 de octubre de 2018    | Italia         | Milán            | Mediolanum Forum                  | 50.660 / 50.660          | $7,051,462   |
| 16 de octubre de 2018    | Italia         | Milán            | Mediolanum Forum                  | 50.660 / 50.660          | $7,051,462   |
| 19 de octubre de 2018    | Inglaterra     | Mánchester       | Manchester Arena                  | 36.850 / 36.850          | $4,932,501   |
| 20 de octubre de 2018    | Inglaterra     | Mánchester       | Manchester Arena                  | 36.850 / 36.850          | $4,932,501   |
| 23 de octubre de 2018    | Inglaterra     | Londres          | The O2 Arena                      | 36.632 / 36.632          | $5,255,512   |
| 24 de octubre de 2018    | Inglaterra     | Londres          | The O2 Arena                      | 36.632 / 36.632          | $5,255,512   |
| 27 de octubre de 2018    | Irlanda        | Belfast          | Odyssey Arena                     | 18.996 / 18.996          | $2,521,846   |
| 28 de octubre de 2018    | Irlanda        | Belfast          | Odyssey Arena                     | 18.996 / 18.996          | $2,521,846   |
| 5 de noviembre de 2018   | Irlanda        | Dublín           | 3Arena                            | 46.529 / 46.529          | $6,405,471   |
| 6 de noviembre de 2018   | Irlanda        | Dublín           | 3Arena                            | 46.529 / 46.529          | $6,405,471   |
| 9 de noviembre de 2018   | Irlanda        | Dublín           | 3Arena                            | 46.529 / 46.529          | $6,405,471   |
| 10 de noviembre de 2018  | Irlanda        | Dublín           | 3Arena                            | 46.529 / 46.529          | $6,405,471   |
| 13 de noviembre de 2018  | Alemania       | Berlín           | Mercedes-Benz Arena               | [ 92 ]                   | [ 93 ]       |
| Total                    | Total          | Total            | Total                             | 886.680 / 886.680 (100%) | $139,929,388 |

## Conciertos Cancelados
| Día                  | País   | Ciudad   | Recinto             | Motivo                                                                            |
| -------------------- | ------ | -------- | ------------------- | --------------------------------------------------------------------------------- |
| 31 de agosto de 2018 | Berlín | Alemania | Mercedes-Benz Arena | Cancelado por la pérdida de voz de Bono, reprogramado al 13 de noviembre de 2018. |